# Ipswich Wolves
L'Ipswich Wolves Futsal Club è una squadra inglese di calcio a 5, con sede a Ipswich, fondata nel 2004. Partecipa al Campionato inglese di calcio a 5 ed alla FA Futsal Cup. Si è aggiudicato il suo primo titolo nazionale al termine della stagione 2007/2008 quando ha vinto la FA Futsal Cup, allora unico trofeo nazionale inglese, che le ha dato diritto a disputare la successiva UEFA Futsal Cup. Nella successiva stagione la squadra di Ipswich ha raggiunto la finale sia della Coppa che del campionato, entrambe perse per mano dell'Helvecia Futsal Club.

## Rosa 2008-2009
| N. |                        | Ruolo | Calciatore         |
| -- | ---------------------- | ----- | ------------------ |
| 1  | Inghilterra (bandiera) | G     | Wellington Gonzaga |
| 2  | Inghilterra (bandiera) | G     | Almerindo Lopes    |
| 3  | Inghilterra (bandiera) | G     | Moiser Cofre       |
| 4  | Inghilterra (bandiera) | G     | Bruno Abreu        |
| 5  | Inghilterra (bandiera) | G     | Diogo Hilton       |
| 6  | Inghilterra (bandiera) | G     | Jorge Lourenco     |
| 7  | Inghilterra (bandiera) | G     | Sergio Raul        |

| N. |                        | Ruolo | Calciatore          |
| -- | ---------------------- | ----- | ------------------- |
| 8  | Inghilterra (bandiera) | G     | Bruno Ferrage       |
| 9  | Inghilterra (bandiera) | G     | Armindo Santos      |
| 10 | Inghilterra (bandiera) | G     | Ricardo Ferreira    |
| 11 | Inghilterra (bandiera) | G     | Jiri Lalak          |
| 13 | Inghilterra (bandiera) | G     | Paulo Júnior        |
| 14 | Inghilterra (bandiera) | G     | Georgi Salagishvili |

## Palmarès
- 1 FA Futsal Cup: 2007/2008